# Radko Polič
Radko Polič (Črnomelj, 18 de agosto de 1942-15 de septiembre de 2022) fue un actor de teatro, televisión y cine esloveno.

## Biografía
Nacido en Črnomelj, la familia de Polič se mudó a Belgrado en 1945 y luego a Berlín Occidental en 1949 antes de regresar a Eslovenia y establecerse en Ljubljana en 1954. Comenzó a actuar a principios de la década de 1960 y durante su carrera de más de cuatro décadas, actuó en más de 150 producciones teatrales y cinematográficas. Protagonizó producciones teatrales en toda Eslovenia y apareció en varios largometrajes yugoslavos.
Polič ganó numerosos premios por su trabajo, incluido el Golden Arena al Mejor Actor en el Festival de Cine de Pula de 1976 y el premio al Mejor Actor en el 10º Festival Internacional de Cine de Moscú por su papel en la película Idealist de Igor Pretnar, y el Premio Prešeren para el logro de la vida en 2007.
Polič era un descendiente de los serbios de Carniola Blanca Falleció el 15 de septiembre de 2022, a la edad de 80 años.

## Filmografía seleccionada
- La batalla del río Neretva (Bitka na Neretvi, 1969)
- La viudez de Karolina Zasler (Vdovstvo Karoline Žašler, 1976)
- Idealista (1976)
- Momento (1978)
- Expreso balcánico (Balkan Ekspres, 1983)
- En las fauces de la vida (U raljama života, 1984)
- El fin de la guerra (1984)
- Canasta de Taiwán (1985)
- El legado de mi tío (Život sa stricem, 1988)
- Pólvora silenciosa (Gluvi barut, 1990)
- Charuga (Čaruga, 1991)
- Matilde (2004)
- Libertas (2006)
- Barcos nocturnos (2012)